# Nơi giấc mơ tìm về
Nơi giấc mơ tìm về (tên cũ: Bà ngoại lắm chiêu) là một bộ phim truyền hình được thực hiện bởi Trung tâm Phim truyền hình Việt Nam, Đài Truyền hình Việt Nam do Trịnh Lê Phong làm đạo diễn. Phim phát sóng vào lúc 21h00 từ thứ 2 đến thứ 6 hàng tuần bắt đầu từ ngày 22 tháng 5 năm 2023 và kết thúc vào ngày 28 tháng 7 năm 2023 trên kênh VTV1.

## Nội dung
Nơi giấc mơ tìm về xoay quanh câu chuyện của bà Lan (Lê Khanh) và cháu nội Gia An (Lãnh Thanh). Bà Lan một mình chèo lái công ty gia đình, nuôi dạy cháu nội và mong muốn Gia An sẽ gánh vác thay mình. Trong khi đó, Gia An lại muốn sống một cuộc sống tự do tự tại chứ không hề hào hứng với ý nghĩ nối nghiệp, nhất là khi cậu thừa hiểu tính nguyên tắc, hay áp đặt của bà mình. Đối phó với đứa cháu “khó trị” này, bà Lan để hai cánh tay đắc lực nhất của mình là ông Kình - phó giám đốc (Đỗ Kỷ), cùng Phương - thư ký riêng (Việt Hoa) trợ giúp Gia An trong quá trình làm quen và quản lý công ty.

## Diễn viên

### Diễn viên chính
- Lê Khanh trong vai Bà Lan
- Đỗ Kỷ trong vai Ông Kình
- Lãnh Thanh trong vai Gia An
- Vũ Việt Hoa trong vai Phương
- Nguyễn Minh Thu trong vai Mai Anh
- Trọng Trinh trong vai Ông Sang
- Đặng Tất Bình trong vai Ông Chấn
- Đào Hiền Thục Anh trong vai Lan Chi
- Đỗ Trung Tuấn trong vai Trí

### Diễn viên phụ
- Minh Phương trong vai Bà Lý
- Hoàng Tùng trong vai Thưởng
- Phương Hạnh trong vai Bà Tâm
- Nguyễn Hà Trung (Trung “ruồi”) trong vai Công
- Lê Tuấn Thành trong vai Mạnh
- Hoàng Huy trong vai Ông Bình
- Linh Huệ trong vai Mẹ Mai Anh
- Phạm Anh Tuấn trong vai Phúc “đen”
- Nguyễn Trọng Nghĩa trong vai Hùng “lùn”
- Linh Hương trong vai Hương
- Hoàng Ngọc Hải trong vai Thắng "kều"
- Nguyễn Tú trong vai Ông Quyền (lúc trẻ)
- Trịnh Nguyệt Minh trong vai Bà Hòa (lúc trẻ)
- Bích Thủy trong vai Giúp việc nhà Gia An

Cùng một số diễn viên khác...

## Nhạc phim
Bài hát trong phim là ca khúc "Yêu thật nhiều" do Duy Chiến sáng tác, Minh Ngọc thể hiện.

## Thay đổi lịch phát sóng
- Hoãn phát sóng vào ngày 2 tháng 6 để nhường sóng cho chương trình THTT Khai mạc Lễ hội pháo hoa Đà Nẵng năm 2023, nên tập 10 phát sóng vào ngày 5 tháng 6.
- Tập 11 phát sóng từ 21:15 đến 21:45, ngày 6 tháng 6.
- Hoãn phát sóng vào ngày 9 tháng 6 để nhường sóng cho chương trình THTT Lễ trao giải Diên Hồng lần thứ nhất năm 2023, nên tập 14 phát sóng vào ngày 12 tháng 6.
- Hoãn phát sóng vào ngày 14 - 15 tháng 6 để nhường sóng cho 2 chương trình THTT Tôn vinh điển hình tiên tiến và hưởng ứng Tháng hành động phòng, chống ma túy và Lễ đón bằng của UNESCO ghi danh "Nghệ thuật làm gốm của người Chăm" và Khai mạc lễ hội Nho - Vang Ninh Thuận 2023, nên tập 16 phát sóng vào ngày 16 tháng 6.
- Hoãn phát sóng vào ngày 21 tháng 6 để nhường sóng cho chương trình THTT Lễ trao giải báo chí quốc gia 2022, nên tập 19 phát sóng vào ngày 22 tháng 6.